# 정은경 (1970년)
정은경(1970년 8월 15일 ~ )은 대한민국의 배우이다.

## 드라마
- 《보이스2》 (2018년, OCN) - 오순임 역 ep. 2-3
- 《슬기로운 의사생활2》 (2021년, tvN) - 황두나 모 역  ep.6 / 12
- 《안나》 (2022년, 쿠팡플레이) -
- 《손해보기 싫어서》 (2024년, tvN) - 보육원 원장 역
- 《정숙한 세일즈》 (2024년, JTBC) - 집주인 역
- 《오징어 게임2》 (2024년, 넷플릭스) - 454
- 《폭싹 속았수다》 (2025년, 넷플릭스) - 하녀 역 ep.5
- 《금주를 부탁해》 (2025년, tvN) - 서의준 할머니 역 ep. 11-12
- 《서초동》 (2025년, tvN) - 하상기 모 역
- 《에스콰이어: 변호사를 꿈꾸는 변호사들》 (2025년, JTBC) -  김영숙 역(가정부-4화)

## 영화
- 2000년 영화 《광화문 연가-이순신을 찾아서》 ... 요오꼬 역
- 2000년 영화 《대학로에서 매춘하다가 토막 살해 당한 여고생 아직 대학로에 있다]]》 ... 꾀나 행복했을 선생의 아내 역
- 2006년 영화 《강적》 ... 여가수 백댄서 역
- 2010년 영화 《시》 ... 시 강좌 여 수강생 역
- 2011년 영화 《그대를 사랑합니다》 ... 군봉 며느리 2 역
- 2016년 영화 《양치기들》 ... 준호 모 역 (특별출연)
- 2017년 영화 《가려진 시간》 ... 해녀 역
- 2017년 영화 《재꽃》 ... 삼순 역
- 2017년 영화 《1987》 ... 남영동 앞 검거자 가족1 역
- 2018년 영화 《호랑이보다 무서운 겨울손님》 ... 아주머니 역
- 2019년 영화 《롱 리브 더 킹: 목포 영웅》 ... 중식당 여 사장 역
- 2019년 영화 《우리집》 ... 집 주인 역
- 2019년 영화 《계절과 계절 사이》 ... 부동산 아줌마 역
- 2019년 영화 《윤희에게》 ... 조리사 역
- 2019년 영화 《레오》 ... 정인 역
- 2020년 영화 《바람의 언덕》 ... 영분 역
- 2020년 영화 《구르는 수레바퀴》 ... 신심보살 역
- 2020년 영화 《내가 죽던 날》 ... 세탁소 주인 역
- 2022년 영화 《말아》
- 2022년 영화 《메리 드라이버 : 더 뮤지컬》 ... 은경 역
- 2023년 영화 《콘크리트 유토피아》 ... 정 여사 역
- 2023년 영화 《온리 갓 노우즈 에브리띵》 ... 진호 모 역
- 2024년 영화 《샤인》 ... 스텔라 수녀 역